# La Tor de Querol
La Tor de Querol (en francès Latour-de-Carol) és una comuna de la Catalunya del Nord, a la comarca de l'Alta Cerdanya i la vall pirinenca del Querol o Aravó. Administrativament, pertany a l'Estat francès. Forma part de la subcomarca de la vall de Querol.
La comuna comprèn també els nuclis d'Iravals, Quers, Riutés, Sàlit i Sant Pere de Sedret.

## Geografia
Se situa a l'esquerra del torrent d'Aravó, al voltant de l'església parroquial al capdamunt del poble, on s'ubicava l'antic castell, es troba la parroquial de Sant Esteve documentada el 1269; conserva les restes d'un retaule pintat al s. XVI per Antoni Peitaví i d'un altre esculpit al s. XVIII per un deixeble de Sunyer. Al veïnat d'Iravals hi ha l'església romànica de Sant Fructuós.
La part baixa del terme s'ocupa principalment en conreus de cereals i hortalisses, bé que la ramaderia ha tingut més importància en l'economia del poble, amb 260 ha de pasturatges.

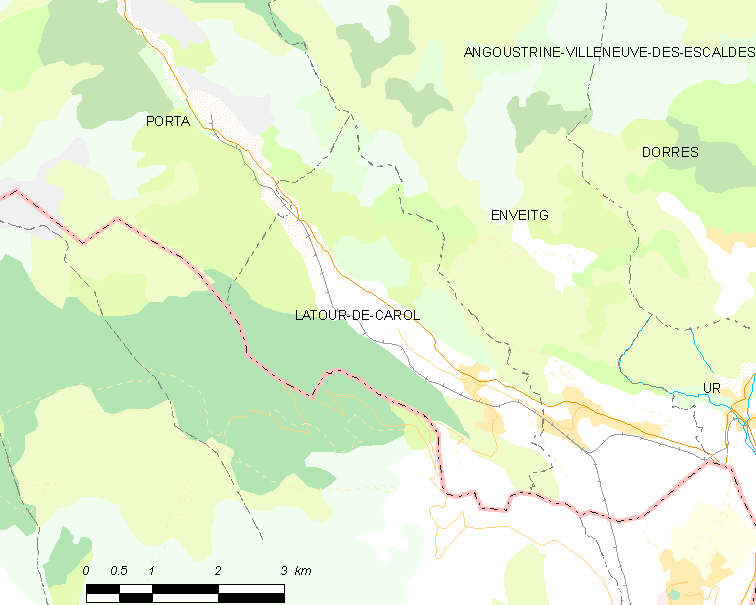
Mapa de la comuna de La Tor de Querol

## Política i administració
La situació administrativa de la comuna ha anat canviant contínuament. A gener de 2023, pertanyia a la comunitat de comunes Pirineus Cerdanya, al Districte de Prada. A més a més, des de les eleccions cantonals del 2015, la comuna forma part del Cantó dels Pirineus Catalans.

## Llocs d'interès
Al veí municipi d'Enveig, però amb el nom d'estació de la Tor de Querol - Enveig, hi ha una estació ferroviària internacional amb tres amples de via: l'internacional (línia cap a Tolosa, 1.435 mm), el de via estreta del tren groc (cap a Vilafranca de Conflent, 1.000 mm) i l'ibèric de RENFE (cap a Puigcerdà i Barcelona, 1.668 mm), que es nodreixen de tres tensions elèctriques diferents. Aquestes circumstàncies fan de l'estació un cas únic al món.

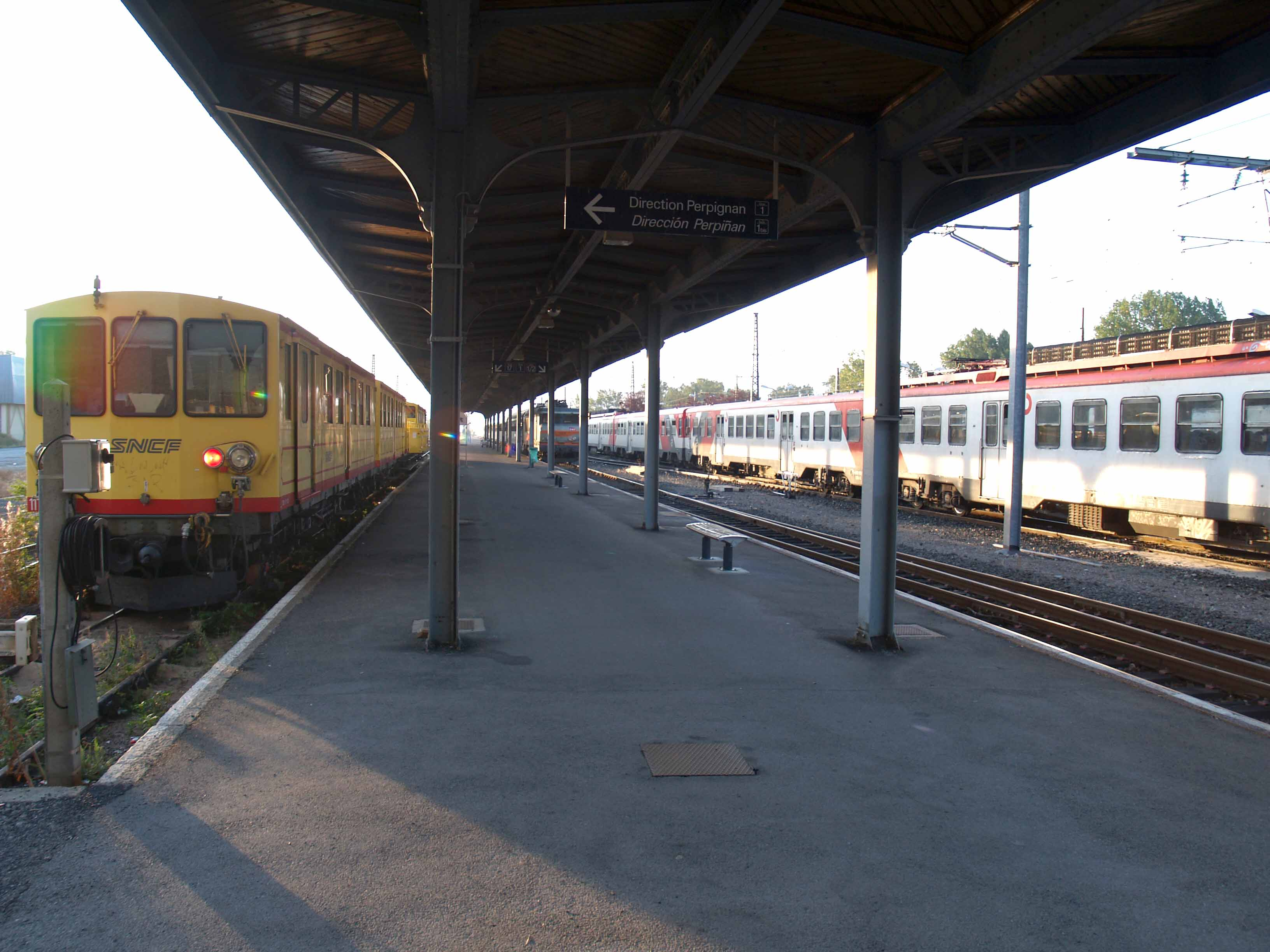
L'estació de la Tor de Querol - Enveig, amb trens de tres amplades de via diferents: el tren groc, a l'esquerra, amb el logotip de la SNCF; un tren d'ample internacional, al fons; i un tren de Renfe, amb els colors de Rodalies, a la dreta.

## Fires i festes
La Tour de Querol celebra les seves Festes Majors cada any a les mateixes dates, el 13-14-15 d'agost. Són de durada curta, però durant els tres dies hi ha diferents activitats. Aquí afegeixo una llista del programa de Festes Majors:
- Espectacle de titelles pels més petits
- La paella dels pompiers

- L'Aperó, un vermut amb beguda i menjar patrocinat per l'Ajuntament

- La Vie de Granier, és un mercat de lliure participació on cadascú pot muntar una parada en mig de la plaça.
- Danses tradicionals (aquesta activitat s'ha anat perdent amb el pas dels anys)
- Concerts nocturns (estils per a un públic molt variat)

- El Tira de la corda entre els dos barris de la Tour de Querol

## Persones il·lustres
- Léon Cadène (1889-1964), general de l'exèrcit al servei d'intendència, gran oficial de la Legió d'Honor

## Galeria d'imatges
- Sant Esteve
- Personatge de la vall del Querol
- Sant Fructuós d'Iravals
- Estació de la Tor de Querol - Enveig
- El tren groc a l'estació
- Balcó de fusta